# 生成树

格子圖的生成樹（圖中的藍色粗線）

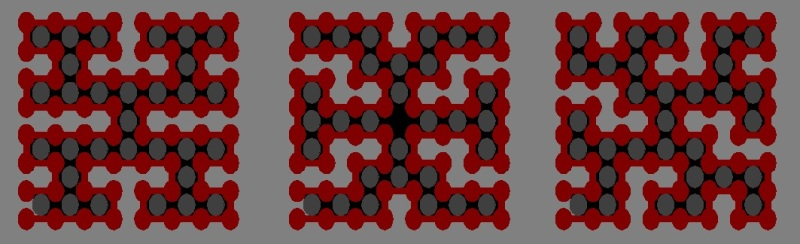
8x8网格图上的三个例子

在图论中，無向圖 G 的生成树（英語：Spanning Tree）是具有 G 的全部顶点，但边数最少的連通子圖。
以{\displaystyle V}表示顶点，{\displaystyle E}表示边，若图 {\displaystyle G=(V(G),E(G))}和树{\displaystyle T=(V(T),E(T))}，有{\displaystyle E(T)\subset E(G)}和{\displaystyle V(G)=V(T)}，那么{\displaystyle T}是{\displaystyle G}的生成树。
一个图的生成树可能有多个。

## 最小生成树
带权图的生成树中，总权重最小的称为最小生成树。
求取最小生成树的算法：
- 克鲁斯克尔演算法 - 一种贪心算法，复杂度是 {\displaystyle O(E\log {E})}。
- 普林姆算法 - 另一种贪心算法，用二叉堆优化时复杂度是 {\displaystyle O(E+V\log {V})}。当边数远远大于点数，可近似认为是 {\displaystyle O(E)} 。

1. ↑  .  第三版. : 362. ISBN 978-7-111-40701-0.